# Слонув
Слонув (пол. Słonów) — село в Польщі, у гміні Добеґнев Стшелецько-Дрезденецького повіту Любуського воєводства.
Населення — 337 осіб (2011).
У 1975-1998 роках село належало до Гожовського воєводства.

## Демографія
Демографічна структура станом на 31 березня 2011 року:
|          | Загалом | Допрацездатний вік | Працездатний вік | Постпрацездатний вік |
| -------- | ------- | ------------------ | ---------------- | -------------------- |
| Чоловіки | 169     | 34                 | 114              | 21                   |
| Жінки    | 168     | 30                 | 90               | 48                   |
| Разом    | 337     | 64                 | 204              | 69                   |